# Tikal
Tikal (mayanski: Tik’al za "kod izvora vode" ili Mutul za "punđa", što je bio atribut vladara i glif grada: ) bio je veliki pretkolumbovski majanski grad; danas arheološki lokalitet u sjevernom gvatemalskom departmanu Petén.
Tikal, koji je postojao već u 4. stoljeću pr. Kr., bio je prijestolnica najsnažnijeg majanskog kraljevstva iz vremena klasičnog razdoblja, od oko 200. do 900. godine. Tada je ovaj grad dominirao politički, gospodarski i vojno, gotovo cijelim područjem kulture Mayana, održavajući veze s drugim srednjoameričkim središtima poput velikog Teotihuacana u Meksičkoj dolini. Njegove vladarske grobnice i spomenička arhitektonska zdanja su prekriveni brojnim reljefima i hijeroglifima čiji su testovi i prizori doveli do toga da je Tikal najshvaćeniji veliki majanski grad. Zbog toga je Nacionalni park Tikal, osnovan prije svega za zaštitu arheološkog lokaliteta ali i njegovog prirodnog okoliša, upisan na UNESCO-ov popis mjesta svjetske baštine u Sjevernoj Americi još 1979. godine jer su "njegove fantastične ruševine obrednog središta s hramovima, palačama i javnim trgovima, te nastambe, razbacani u slikovitom krajoliku raskošne vegetacije".

## Povijest
Tikal je smješten kao oaza civilizacije usred negostoljubljivih i kišom prenatopljenih gvatemalanskih džungli. Cedar i mahagonij isprepliću se zatvarajući vidik, a tropske kiše sa zemlje ispiru plodne slojeve. Usprkos tomu, upravo na tom nevjerojatnom mjestu Maye su izgradili svoje prve gradove-hramove. Bogatstvo Tikla potječe iz njegove bliske veze s teotihuakanskim carstvom i kulturom. Naime, mnogi smatraju da je Tikal neko vrijeme bio pod teotihuakanskom vlašću koji je pokorio ovaj grad oko 378. god. Majanski su arhitekti po njihovom uzoru gradili kuće od nepečene opeke, kao i masivne kamene piramide u čast bogova. Politički sukobi, trgovačko suparništvo i želja za prevlašću bili su izraziti između Tikla i Calakmula (također značajno majansko središte), a s vremenom su se u sukobe uključili i drugi gradovi. Posljedica tih sukoba bilo je mijenjanje nekih osnovnih političkih institucija. Pad Tikla uzeo je maha u kasno klasičnom razdoblju. Maye su počeli napuštati grad zbog napada drugih naroda i gradova, iscrpljenosti zemlje te oslabljene svećeničke moći. Kamenje se počelo polako osipati i džungla je ponovo osvojila hramove i palače.

### Popis vladara Tikala
| - Yax Ehb' Xook – oko 60., osnivač dinastije - Siyaj Chan K'awil Chak Ich'aak ("Olujno Nebo I") – ca. 2. stoljeće - Yax Ch’aktel Xok – oko 200. - Balam Ajaw ("Ukrašeni Jaguar") – 292. - K'inich Ehb – oko 300. - Ix Une' B'alam ("Kraljica Jaguar") – 317. - "Leyden Plate vladar" – 320. - K'inich Muwaan Jol – umro 359. - Chak Toh Ich’ak I. ("Jaguarova Šapa I.") – 360. – 378. - Nun Yax Ayin – 370-411. g. - Siyah Chan K'awil II. ("Olujno Nebo II.") – 411. – 456. - K'an-Ak ("Kan vepar") – 458. – 486. - Ma'Kin-na Chan – kasno 5. stoljeće. | - Chak Tok Ich'aak (Bahlum šapa Lubanja) – 486. – 508. - Ix Kalo'mte' Ix Yo K'in ("Dama Tikala") – 511. – 527. - Kaloomte' B'alam ("19. Gospodar") – 511. – 527. - "Ptičja kanđa" ("Životinjska Lubanja I.") – oko 527. – 537. - Wak Chan K'awil ("Dvostruka Ptica") – 537. – 562. - "Gušter Glava II." – nepoznato - K'inich Waaw – 593. – 628. - K'inich Wayaan – rano/srednje 7. stoljeće - K'inich Muwaan Jol II. – rano/srednje 7. stoljeće - Jasaw Chan K'awiil I. (poznat i kao "Vladar A" ili "Ah Cacao") – 682. – 734. - Yik’in Chan Kawil ("Vladar B") – 734. – 766. - "Vladar Hrama VI." – 766. – 768. - Yax Nuun Ayiin II. ("Chitam") – 768. – 790. - Chitam II. ("Mračno Sunce") – Pokopan oko 810. - "Dragulj K'awil" – 849. - Jasaw Chan K'awiil II. – 869. – 889. |

## Znamenitosti
Najstarije važno majansko nalazište, Tikal, ujedno je i jedno od najspektakularnijih. Poput prapovijesnih nebodera, izdižu se iz tla džungle dvije piramide strmih strana koje stoje jedna nasuprot drugoj na dva kraja širokog trga. Na njihovim se vrhovima nalaze hramovi na čijim su vrhovima krunaste nadgradnje koje su nekoć bile ukrašene tajnovitim vjerskim simbolima oblikovanim u obojenoj štukaturi ili od isklesanog kamena. Okružena su s oko 350 manjih hramova i palača.
Dva hrama koja se suočavaju datiraju se u 8. st. Hramovi Divovskih Jaguara nalaze se na vrhu 44 m visoke stepenaste piramide. Kopajući ispod velike akropole u blizini, arheolozi su razotkrili tisuću godina starije građevine. Ispod najviših su hramova naišli na starije građevine naslagane u slojevima, a svaka novija opkoljava staru poput ljuske. Čini se da su Maye svakih nekoliko desetljeća zamjenjivali stara svetišta. Iskopavanja su otkrila i pogrebnu kriptu sa sarkofagom koji je osim posmrtnih ostataka nekog vladara ukrašenih posmrtnom maskom od nefrita sadržavao i najbogatije majanske grobne darove od kamena nefrita.
Za vrijeme kasnog klasičnog razdoblja (600. – 800.), Tikal je bio jedan od najvećih majanskih središta. Ustanovljeno je da je oko 4. st. ondje živjelo 5.000-9.000 ljudi, što potvrđuju brojne ustanove (preko 4.000 u krugu od 16 km). U tom je razdoblju “izniklo” pet hramova od kojih je četvrti ujedno i najviši (70 m). Također je izgrađeno i mnoštvo palača, obrednih platformi, rezidencija i struktura za tople kupke (vrste sauna), te pet kamenih cesta. U središtu se grada nalazio kompleks palača kraljevske obitelji i ostalih plemića. Centralna je regija dugo bila podložna Tiklu.
Tikalske su piramide građene u obliku velikih stepenica ili terasa, a vrh im je bio krnj da bi se na njemu sagradio hram. Smatra se da je služio za promatranje zvijezda jer su Maye na tom području pokazali neobičnu spretnost izvodeći nadasve točne proračune iako nisu imali baš nikakvih sprava. Središta su poput Tikla (Nakbe, Tintal) arhitektonski izgrađena kao opservatorijski kompleksi te kompleksi za religiozna i astronomska slavlja i obrede, što upućuje na vrlo usku povezanost religije i znanosti.

## Poveznice
- Pretkolumbovska umjetnost
- Palenque (Meksiko)
- Quiriguá i Takalik Abaj (Gvatemala)
- Copan (Honduras)

## Vanjske poveznice
- Estuardo Torres, "Parque Nacional Tikal"  Arhivirana inačica izvorne stranice od 29. svibnja 2009. (Wayback Machine) na Ministerio de Cultura y Deportes (šp.)
- Tikal  Arhivirana inačica izvorne stranice od 28. svibnja 2010. (Wayback Machine) na archaeology.htm (engl.)